# David Fernández Cortázar
David Fernández Cortázar (Madrid, 6 aprile 1985) è un ex calciatore spagnolo, di ruolo difensore.

## Carriera
Ha giocato nella seconda divisione spagnola.